# Olimpiadi internazionali della fisica
Le Olimpiadi internazionali della fisica (generalmente conosciute come IPhO, acronimo di International Physics Olympiad) sono una competizione annuale per studenti delle scuole secondarie superiori. È una delle olimpiadi scientifiche. La prima Olimpiade internazionale della fisica si è tenuta a Varsavia nel 1967.
Un'apposita organizzazione mantiene i legami fra i Paesi partecipanti e assicura la continuità della manifestazione da un anno all'altro. 
La partecipazione dei vari Paesi avviene normalmente con l'intervento dei rispettivi Ministeri competenti. Ogni anno si svolge in un Paese diverso e i Paesi partecipanti assumono un impegno ad ospitare la manifestazione in una delle occasioni successive, assicurando la  libera partecipazione degli altri Paesi. 
In base allo Statuto  nessun Paese può essere escluso per motivi politici o per tensioni internazionali. In casi eccezionali in cui un Paese non può essere invitato, gli studenti di quel Paese possono partecipare a titolo individuale.
Ogni delegazione nazionale, risultato di una selezione locale, è composta da un massimo di cinque studenti (preuniversitari e di età fino a 20 anni) e due leader (docenti accompagnatori) a cui si aggiungono talvolta degli osservatori. Lo svolgimento della gara è organizzato dalla nazione ospitante, che prepara anche le singole prove. La competizione è individuale e si articola
su due prove di cinque ore ciascuna: una prova sulla teoria, composta normalmente da tre problemi da risolvere, e una prova sperimentale,
composta da uno o due esperimenti da eseguire. L'argomento delle prove deve rientrare nella fisica normalmente insegnata nelle scuole 
secondarie: esiste un Sillabo degli argomenti ammessi. Le prove di ciascuno studente vengono valutate, con criteri prestabiliti esprimendo 
un punteggio, da esperti della nazione ospitante, con un confronto con i leader della nazione dello studente. Una volta assegnati i punteggi, 
si forma una graduatoria generale. Le medaglie (oro, argento e bronzo) e le menzioni d'onore sono attribuite nel seguente modo:
il migliore 8% dei partecipanti riceve la medaglia d'oro; chi si colloca in gradutoria fra l'8% e il 25% riceve quella di argento; fra il 25% e il 50% riceve quella di bronzo; fra il 50% e il  67% riceve la menzione di onore. Sono quindi premiati circa i 2/3 dei partecipanti. Vi sono 
inoltre dei premi speciali: miglior punteggio (vincitore assoluto), migliore prova teorica, migliore prova sperimentale, soluzione più originale, 
etc.

## Organizzazione
Ogni anno, l'organo di maggiore autorità dell'organizzazione è il Board formato da tutti i leader delle delegazioni nazionali partecipanti. 
Esso ha una serie di compiti, fra cui l'approvazione dei problemi proposti dalla nazione ospitante, il controllo della regolarità delle 
procedure, la proclamazione dei vincitori. Inoltre il Board ha il compito di approvare eventuale modifiche allo Statuto, al Sillabo e ai 
Regolamento, approvare la proposta di una nazione di ospitare una delle prossime IPhO, eleggere il Presidente e il Segretario che, insieme 
ad un piccolo gruppo di consulenti esperti, hanno il compito di mantenere i rapporti fra le nazioni partecipanti nel periodo fra due IPhO. 
Attualmente (dal 2018) il Presidente è il prof. Rajdeep Singh Rawat, del National Institute of Education di Singapore; Segretario il prof. Paul Stanley, dell'Università Duke Kunshan, in Cina.
La lingua di lavoro è l'inglese. I testi dei problemi vengono proposti al Board in inglese ma per gli studenti essi vengono tradotti nelle lingue nazionali dai leader di ciascuna nazione, la notte precedente di ciascuna prova. Le soluzioni dei problemi e le relazioni agli esperimenti 
possono essere scritte nelle lingue nazionali anche se si raccomanda di usare il più possibile spiegazioni mediante simboli, equazioni, grafici, tabelle...
I leader possono comunque intervenire nella fase di correzione per chiarire ai correttori il significato di espressioni linguistiche degli studenti.
Le spese di viaggio sono a carico di ciascuna nazione partecipante. Quelle di soggiorno e di organizzazione sono a carico della nazione 
ospitante; tuttavia ogni nazione partecipante contribuisce con un modesto importo, all'atto dell'iscrizione.
Dopo ciascuna IPhO viene stampato un volume di Rendiconti (Proceedings) dove si riporta tutto ciò che è avvenuto, il testo dei problemi e i nomi dei vincitori delle varie medaglie. Dal 1994 i testi dei problemi vengono anche riprodotti - in italiano - su  supplementi della rivista La Fisica nella Scuola, pubblicata dall'Associazione per l'Insegnamento della Fisica.

## Storia
Le prime Olimpiadi della Fisica si sono tenute nel 1967 a Varsavia, con la partecipazione di quattro soli Paesi oltre a quello 
organizzatore, la Polonia. Le nazioni interessate furono, oltre alla Polonia, Ungheria, Cecoslovacchia, Bulgaria e Romania..
Si trattava di un progetto che aveva lo scopo di dare uno stimolo allo studio della fisica e una formazione di eccellenza pre-universitaria nei 
Paesi dell'Europa Orientale, e una migliore conoscenza reciproca dei rispettivi sistemi educativi. 
Si cercò di replicare il successo delle Olimpiadi Internazionali della Matematica, la cui prima edizione si era tenuta nel 1959, anche se la presenza della prova sperimentale rendeva le Olimpiadi della fisica più costose in caso di partecipazione di un grande numero di Paesi.
La gara fu organizzata sul modello di una precedente gara di fisica che si teneva in Polonia, e che prevedeva un giorno di problemi di fisica teorica e successivamente un giorno di problemi di fisica sperimentale. Ovviamente era necessario del tempo per la correzione della prova teorica, perciò fra la prima e la seconda prova si rese necessario organizzare per i partecipanti giorni di pausa con conferenze ed escursioni. Questo modello è continuato in seguito.
Nel 1972 venne invitato il Primo Paese non europeo, Cuba, e il primo Paese occidentale, la Francia. Nel 1974 venne invitata la Repubblica Federale Tedesca, in questo caso l'invito assunse una rilevanza anche politica essendo anni di guerra fredda
. Nel 1978 e 1980 non si tenne la IPhO perché si sperava che, con l'allargamento dei Paesi partecipanti, qualche Paese occidentale fosse disponibile ad ospitarle; ma questo si verificò solo nel 1982, con l'organizzazione della IPhO da parte della Repubblica Federale Tedesca. In quell'anno il vincitore assoluto fu per la prima volta uno studente occidentale, un tedesco.
Negli anni '80  e '90 vi fu un rapido aumento del numero di nazioni partecipanti.
Nel 2012 alle IPhO estoni tenne una conferenza il Premio Nobel per la chimica Harold Kroto.
In sintesi, qui di seguito le varie edizioni delle IPhO:
| Numero | Anno | HPaese ospitante                                                         | Sede delle prove                                                         | Vincitore assoluto                                                       | Punteggio                                                                |
| ------ | ---- | ------------------------------------------------------------------------ | ------------------------------------------------------------------------ | ------------------------------------------------------------------------ | ------------------------------------------------------------------------ |
| 1      | 1967 | Polonia                                                                  | Varsavia                                                                 | Sándor Szalay (Ungheria)                                                 | 39/40                                                                    |
| 2      | 1968 | Ungheria                                                                 | Budapest                                                                 | Tomasz Kreglewski (Polonia) Mojmír Simerský (Cecoslovacchia)             | 35/40                                                                    |
| 3      | 1969 | Cecoslovacchia                                                           | Brno                                                                     | Mojmír Šob (Cecoslovacchia)                                              | 48/48                                                                    |
| 4      | 1970 | URSS                                                                     | Mosca                                                                    | Mikhaïl Volochine (URSS)                                                 | 57/60                                                                    |
| 5      | 1971 | Bulgaria                                                                 | Sofia                                                                    | Karel Šafarík (Cecoslovacchia) Ádám Tichy-Rács (Ungheria)                | 48.6/60                                                                  |
| 6      | 1972 | Romania                                                                  | Bucarest                                                                 | Zoltán Szabó (Ungheria)                                                  | 57/60                                                                    |
|        | 1973 | Non tenuta perché nessun Paese volle organizzarla                        | Non tenuta perché nessun Paese volle organizzarla                        | Non tenuta perché nessun Paese volle organizzarla                        | Non tenuta perché nessun Paese volle organizzarla                        |
| 7      | 1974 | Polonia                                                                  | Varsavia                                                                 | Jaroslaw Deminet (Polonia) Jerzy Tarasiuk (Polonia)                      | 46/50                                                                    |
| 8      | 1975 | Repubblica Democratica Tedesca                                           | Güstrow                                                                  | Sergey Korshunov (URSS)                                                  | 43/50                                                                    |
| 9      | 1976 | Ungheria                                                                 | Budapest                                                                 | Rafal Lubis (Polonia)                                                    | 47.5/50                                                                  |
| 10     | 1977 | Cecoslovacchia                                                           | Hradec Králové                                                           | Jirí Svoboda (Cecoslovacchia)                                            | 49/50                                                                    |
|        | 1978 | Non tenuta perché nessun Paese occidentale fu disponibile ad ospitarla.. | Non tenuta perché nessun Paese occidentale fu disponibile ad ospitarla.. | Non tenuta perché nessun Paese occidentale fu disponibile ad ospitarla.. | Non tenuta perché nessun Paese occidentale fu disponibile ad ospitarla.. |
| 11     | 1979 | URSS                                                                     | Mosca                                                                    | Maksim Tsipin (URSS)                                                     | 43/50                                                                    |
|        | 1980 | Non tenuta perché nessun Paese occidentale fu disponibile ad ospitarla.  | Non tenuta perché nessun Paese occidentale fu disponibile ad ospitarla.  | Non tenuta perché nessun Paese occidentale fu disponibile ad ospitarla.  | Non tenuta perché nessun Paese occidentale fu disponibile ad ospitarla.  |
| 12     | 1981 | Bulgaria                                                                 | Varna                                                                    | Aleksandr Goutin (URSS)                                                  | 47/50                                                                    |
| 13     | 1982 | Repubblica Federale Tedesca                                              | Malente                                                                  | Manfred Lehn (Germania)                                                  | 43/50                                                                    |
| 14     | 1983 | Romania                                                                  | Bucarest                                                                 | Ivan Ivanov (Bulgaria)                                                   | 43.75/50                                                                 |
| 15     | 1984 | Svezia                                                                   | Sigtuna                                                                  | Jan de Boer (Paesi Bassi) Sorin Spânoche (Romania)                       | 43/50                                                                    |
| 16     | 1985 | Jugoslavia                                                               | Portorose                                                                | Patrik Španel (Cecoslovacchia)                                           | 42.5/50                                                                  |
| 17     | 1986 | Regno Unito                                                              | Londra-Harrow                                                            | Oleg Volkov (URSS)                                                       | 37.9/50                                                                  |
| 18     | 1987 | Repubblica Democratica Tedesca                                           | Jena                                                                     | Catalin Malureanu (Romania)                                              | 49/50                                                                    |
| 19     | 1988 | Austria                                                                  | Bad Ischl                                                                | Conrad McDonnell (Regno Unito)                                           | 39.38/50                                                                 |
| 20     | 1989 | Polonia                                                                  | Varsavia                                                                 | Steven Gubser (USA)                                                      | 46.33/50                                                                 |
| 21     | 1990 | Paesi Bassi                                                              | Groningen                                                                | Alexander H. Barnett (Regno Unito)                                       | 45.7/50                                                                  |
| 22     | 1991 | Cuba                                                                     | L'Avana                                                                  | Timour Tchoutenko (URSS)                                                 | 48.2/50                                                                  |
| 23     | 1992 | Finlandia                                                                | Helsinki                                                                 | Chen Han (Cina)                                                          | 44/50                                                                    |
| 24     | 1993 | USA                                                                      | Williamsburg                                                             | Zhang Junan (Cina) Harald Pfeiffer (Germania)                            | 40.65/50                                                                 |
| 25     | 1994 | Cina                                                                     | Pechino                                                                  | Yang Liang (Cina)                                                        | 44.3/50                                                                  |
| 26     | 1995 | Australia                                                                | Canberra                                                                 | Yu Haitao (Cina)                                                         | 95/100                                                                   |
| 27     | 1996 | Norvegia                                                                 | Oslo                                                                     | Liu Yurun (Cina)                                                         | 47.50/50                                                                 |
| 28     | 1997 | Canada                                                                   | Sudbury                                                                  | Sayed Mehdi Anvari (Iran)                                                |                                                                          |
| 29     | 1998 | Islanda                                                                  | Reykjavík                                                                | Chen Yuao (Cina)                                                         | 47.50/50                                                                 |
| 30     | 1999 | Italia                                                                   | Padova                                                                   | Konstantin Kravtsov (Russia)                                             | 49.80/50                                                                 |
| 31     | 2000 | Regno Unito                                                              | Leicester                                                                | Lu Ying (Cina)                                                           | 43.40/50                                                                 |
| 32     | 2001 | Turchia                                                                  | Adalia                                                                   | Danijar Nourgaliev (Russia)                                              | 47.55/50                                                                 |
| 33     | 2002 | Indonesia                                                                | Bali                                                                     | Ngoc Duong Dang (Vietnam)                                                | 45.40/50                                                                 |
| 34     | 2003 | Taiwan                                                                   | Taipei                                                                   | Pavel Batrachenko (USA)                                                  | 42.30/50                                                                 |
| 35     | 2004 | Corea del Sud                                                            | Pohang                                                                   | Aleksandr Michalyčev (Bielorussia)                                       | 47.70/50                                                                 |
| 36     | 2005 | Spagna                                                                   | Salamanca                                                                | Gábor Halász (Ungheria) Lin Ying-hsuan (Taiwan)                          | 49.50/50                                                                 |
| 37     | 2006 | Singapore                                                                | Singapore                                                                | Jonathan Pradana Mailoa (Indonesia)                                      | 47.20/50                                                                 |
| 38     | 2007 | Iran                                                                     | Isfahan                                                                  | Choi Youngjoon (Corea del Sud)                                           | 48.80/50                                                                 |
| 39     | 2008 | Vietnam                                                                  | Hanoi                                                                    | Tan Longzhi (Cina)                                                       | 44.60/50                                                                 |
| 40     | 2009 | Messico                                                                  | Mérida                                                                   | Shi Handuo (Cina)                                                        | 48.20/50                                                                 |
| 41     | 2010 | Croazia                                                                  | Zagabria                                                                 | Yu Yichao (Cina)                                                         | 48.65/50                                                                 |
| 42     | 2011 | Thailandia                                                               | Bangkok                                                                  | Hsu Tzu-ming (Taiwan)                                                    | 48.60/50                                                                 |
| 43     | 2012 | Estonia                                                                  | Tallinn e Tartu                                                          | Attila Szabó (Ungheria)                                                  | 45.80/50                                                                 |
| 44     | 2013 | Danimarca                                                                | Copenaghen                                                               | Attila Szabó (Ungheria)                                                  | 47.00/50                                                                 |
| 45     | 2014 | Kazakistan                                                               | Astana                                                                   | Xiaoyu Xu (Cina)                                                         | 41.20/50                                                                 |
| 46     | 2015 | India                                                                    | Mumbai                                                                   | Taehyoung Kim (Corea del Sud)                                            | 48.30/50                                                                 |
| 47     | 2016 | Svizzera e Liechtenstein                                                 | Zurigo                                                                   | Mao Chenkai (Cina)                                                       | 48.10/50                                                                 |
| 48     | 2017 | Indonesia                                                                | Yogyakarta                                                               |                                                                          |                                                                          |
| 49     | 2018 | Portogallo                                                               | Lisbona                                                                  | Yang Tianhua (Cina)                                                      | 46.80/50                                                                 |
| 50     | 2019 | Israele                                                                  | Tel Aviv                                                                 | Xiangkai Sun (Cina)                                                      | 43.50/50                                                                 |
|        | 2020 | Non tenuta a causa della pandemia Covid-19.                              | Non tenuta a causa della pandemia Covid-19.                              | Non tenuta a causa della pandemia Covid-19.                              | Non tenuta a causa della pandemia Covid-19.                              |
| 51     | 2021 | Lituania                                                                 | (online)                                                                 | Kyungmin Kim (Corea del Sud)                                             | 46.25/50                                                                 |
| 52     | 2022 | Svizzera                                                                 | (online)                                                                 | Guowei Xu (Cina)                                                         | 43.20/50                                                                 |
| 53     | 2023 | Giappone                                                                 | Tokyo                                                                    | Bowen Yu (Cina)                                                          | 45.20/50                                                                 |
| 54     | 2024 | Iran                                                                     | Isfahan                                                                  | Zhang Xinrui (Cina)                                                      | 46.38/50                                                                 |

Le prossime nazioni che ospiteranno le IPhO saranno, nell'ordine, Francia, Colombia, Ungheria, Corea del Sud, Ecuador e Russia.

## La partecipazione italiana
Un primo approccio italiano non ufficiale fu tentato negli anni 1981 e 1982. Poi fu inviato un osservatore nel 1985 e dal 1987 l'Italia ha partecipato ufficialmente a tutte le IPhO successive fino al 2023. La scelta della "squadra" degli studenti italiani avviene tramite un processo in cascata che coinvolge moltissime scuole secondarie superiori, le Olimpiadi italiane della Fisica, organizzate dall'Associazione per l'Insegnamento della Fisica.
Nel 1999 la 30ª IPhO si è svolta in Italia, a Padova, organizzata sempre dall'Associazione per l'Insegnamento della Fisica su mandato del Ministero della Pubblica Istruzione, in 
collaborazione con la Regione Veneto, l'Università di Padova e l'Istituto Nazionale di Fisica Nucleare

.